# Edward Henry Somerset
Robert Edward Henry Somerset (ur. 19 grudnia 1776, zm. 1 września 1842) – brytyjski arystokrata i wojskowy, młodszy syn Henry’ego Somerseta, 5. księcia Beaufort, i Elizabeth Boscawen, córki admirała Edwarda Boscawena.
W 1793 wstąpił do 15 Pułku Lekkich Dragonów (15th Light Dragoons). Rok później otrzymał stopień kapitana. W 1799 był adiutantem Fryderyka Augusta Hanowerskiego podczas wyprawy do Holandii. Został wówczas awansowany do stopnia majora. W 1800 został podpułkownikiem, a w 1801 dowódcą 4 Pułku Dragonów Królowej.
Na czele swojego pułku walczył podczas wojen w Hiszpanii i Portugalii, między innymi w bitwach pod Talaverą i Buçaco. W 1810 został awansowany do stopnia pułkownika i otrzymał tytuł adiutanta króla Jerzego III. W 1811 brał udział w szarży kawalerii pod Usagre. W 1812 walczył w bitwie pod Salamanką. Za postawę w tej ostatniej bitwie został awansowany do stopnia generała majora i otrzymał dowództwo nad brygadą huzarów (pułki 7, 10 i 15).
Za postawę w bitwie pod Orthez (w 1814) Somerset otrzymał Krzyż Komandorski Orderu Łaźni i specjalne podziękowania od parlamentu. Pod Waterloo dowodził Brygadą Nadwornej Kawalerii. Za postawę w bitwie został wymieniony w rozkazie Wellingtona.
W latach 1799–1802 Somerset zasiadał w Izbie Gmin jako reprezentant Monmouth Boroughs. W latach 1803–1831 reprezentował okręg wyborczy Gloucestershire. W latach 1834–1837 był reprezentantem okręgu Cirencester. W latach 1829–1830 był generałem porucznikiem artylerii w administracji Wellingtona. W latach 1834–1835 był zastępcą generała artylerii. W 1834 został odznaczony Krzyżem Wielkim Orderu Łaźni. W 1825 otrzymał awans do stopnia generała porucznika. W 1841 został pełnym generałem. W latach 1829–1836 dowodził 1 Pułkiem Królewskich Dragonów (1st Royal Dragoons).
17 października 1805 poślubił Louisę Augustę Courtenay (zm. 9 lutego 1825), córkę Williama Courtenaya (2. wicehrabiego Courtenay of Powderham Castle), i Frances Clark. Edward i Louisa mieli razem jednego syna, generała porucznika Edward Arthur Somerset (2 lutego 1817 – 12 marca 1886), kawalera Orderu Łaźni i Legii Honorowej.